# Görlitz
Görlitz là một thị trấn ở Đức và thủ phủ của huyện Görlitz. Nó là đô thị cực đông nước Đức, nằm trên sông Lusatian Neisse trong Bundesland (bang) Saxony. Thị trấn này đối diện với thị trấn Zgorzelec của Ba Lan, trước năm 1945 là một phần của Görlitz. Görlitz đã trải qua hai thời kỳ hoàng kim. Lần đầu tiên là cuối thời Trung Cổ, khi Görlitz là trung tâm buôn bán vải trong vùng và là con đường thương mại nối liền Đông Âu và Tây Âu. Lần thứ hai diễn ra vào đầu thế kỷ 20. Sau khi hình thành tuyến đường sắt dẫn đến thị trấn, giới về hưu giàu có ở Berlin đổ về Görlitz để thưởng thức không khí trong lành ở đây.
Görlitz đã được chọn làm nơi quay nhiều bộ phim và còn có biệt danh là "thành phố Görliwood" và nhờ vào điện ảnh, Görlitz đã dần trở nên quen thuộc với khách du lịch ở Đức.